# Un día en el paraíso
Un día en el paraíso es una película argentina dirigida por Juan Bautista Stagnaro que se filmó en Buenos Aires durante 2003 y se estrenó en Argentina el 3 de julio de 2003 y el 7 de septiembre en España. Se trata de una comedia romántica con algo de drama protagonizado por Guillermo Francella y Araceli González.

## Sinopsis
Reynaldo (Guillermo Francella) es un dibujante y pintor que no logra destacarse en su trabajo, se gana la vida como fotógrafo de revistas de actualidad y otros trabajos menores. Cuando Tati (Araceli González), una bella joven que llega desde Mendoza a Buenos Aires, para intentar triunfar como modelo y actriz, Reynaldo y Tati se enamoran y viven un amor tan apasionado como plagado de desencuentros.

## Reparto

### Personajes principales
- Guillermo Francella ... Reynaldo / Roy
- Araceli González ... Tati / Brenda

### Personajes secundarios
- Claudia Fontán ... Pelusa
- Javier Lombardo ... Berardinelli
- Márgara Alonso ... Doña Paula
- Graciela Tenenbaum ... Psicoanalista
- Marcos Woinski ... Muller
- Silvina Bosco ... Sonia
- Martín Seefeld ... Nacho
- Fernando Llosa ... Benet
- Luis Brandoni ... Charly
- Pepe Cibrián Campoy ... Él mismo
- María José Langlais ... Profesora
- Cristian Cires ... Alumno Rosales
- Paula Marull ... Alumno Rosales